# Volkhard Klinger
Volkhard Klinger (* 1965) ist ein deutscher Informatiker. Seit 2002 ist er Lehrstuhlinhaber für Technische Informatik und Embedded Systems an der FHDW Hannover.

## Biografie
Klinger absolvierte von 1985 bis 1991 ein Studium der Elektrotechnik mit den Studienschwerpunkten Allgemeine Elektrotechnik und Integrierte Schaltungen an der RWTH Aachen und war von 1991 bis 1995 Wissenschaftlicher Mitarbeiter an der TU Hamburg-Harburg, Arbeitsbereich Technische Informatik 2. 1995 erfolgte seine Promotion zum Dr.-Ing. mit dem Thema „Netzwerksimulation auf Multicomputern“, anschließend war er bis 2000 Projektleiter und stellvertretender Abteilungsleiter im Bereich Systemtechnik, ASIC-Design und Kontrollsysteme im Helmholtz-Verbund am Forschungszentrum Karlsruhe und am DESY in Hamburg. Seine Aufgabe war die Systemintegration sowie Entwurf und Realisierung von Kontroll- und Steuerungssystemen. Von 2000 bis 2002 war Klinger Abteilungsleiter des Digital Engineering Center Braunschweig, sci-worx GmbH und für ASIC-Entwurf im Bereich Verschlüsselungssysteme und serielle Bussysteme zuständig. 
Seit Oktober 2002 ist Klinger Professor für Technische Informatik und Embedded Systems an der FHDW Hannover. Daneben übt er eine Tätigkeit als freiberuflicher Berater im Bereich System- und Hardwareentwurf aus. Seine Forschungs- und Beratungsschwerpunkte sind der Entwurf und Synthese von Hardware-Strukturen, System on a Chip, Fast Prototyping, Bussysteme, Verteilte Systeme, Automatisierungstechnik und Hardwarenahes Software-Engineering. Er absolvierte Forschungsaufenthalte bei CERN, Fermilab, Brookhaven National Laboratory und Jefferson Lab und ist als Gastdozent am Institut für Integrierte Schaltungen der Technischen Universität Hamburg tätig. Klinger ist Autor von Publikationen über Systemarchitekturen, Steuerungs- und Kontrollsysteme.